# Virginia Slims of Houston 1985
Il Virginia Slims of Houston 1985 è stato un torneo di tennis giocato sulla terra rossa.
È stata la 15ª edizione del torneo, che fa parte del Virginia Slims World Championship Series 1985.
Si è giocato al Westside Tennis Club di Houston negli Stati Uniti, dal 29 aprile al 5 maggio 1985.

## Campionesse

### Singolare
Martina Navrátilová ha battuto in finale  Elise Burgin con il punteggio di 6–4, 6–1

### Doppio
Elise Burgin /  Martina Navrátilová hanno battuto in finale  Manuela Maleeva /  Helena Suková con il punteggio di 6–1, 3–6, 6–3